# Frank Elliott (cyclisme)
Pour les articles homonymes, voir Elliott.
Francis « Frank » Elliott (né le 5 juillet 1911 à Vancouver en Colombie-Britannique et mort le 11 janvier 1964 à North Vancouver) est un coureur cycliste canadien. Il est entraîné et conseillé par Louis Quilicot, « le papa des cyclistes », au Québec. Il participe avec l'équipe de poursuite par équipes Hommes aux Jeux olympiques d'été de 1932.

## Palmarès
- 1932
  - Six jours de Vancouver (avec  Xavier van Slembroeck)